# Alison Quinn
Alison Clare Quinn (Manly, 21 de abril de 1977) es una atleta paralímpica australiana, ganadora de cinco medallas en tres Juegos Paralímpicos de 1992 a 2000.

## Biografía
Quinn nació en el suburbio de Manly en Sídney con parálisis cerebral; tiene hemiplejia en el lado izquierdo de su cuerpo. Se involucró en la gimnasia para aumentar su coordinación y simetría cuando tenía dos años. Entrena en varios deportes, incluyendo natación, pesas y pista en la Academia de Deportes de Sídney. Es empleada como entrenadora de gimnasia a tiempo parcial y oradora motivacional, comprometida con aumentar la conciencia del deporte para discapacitados en la comunidad.

## Carrera

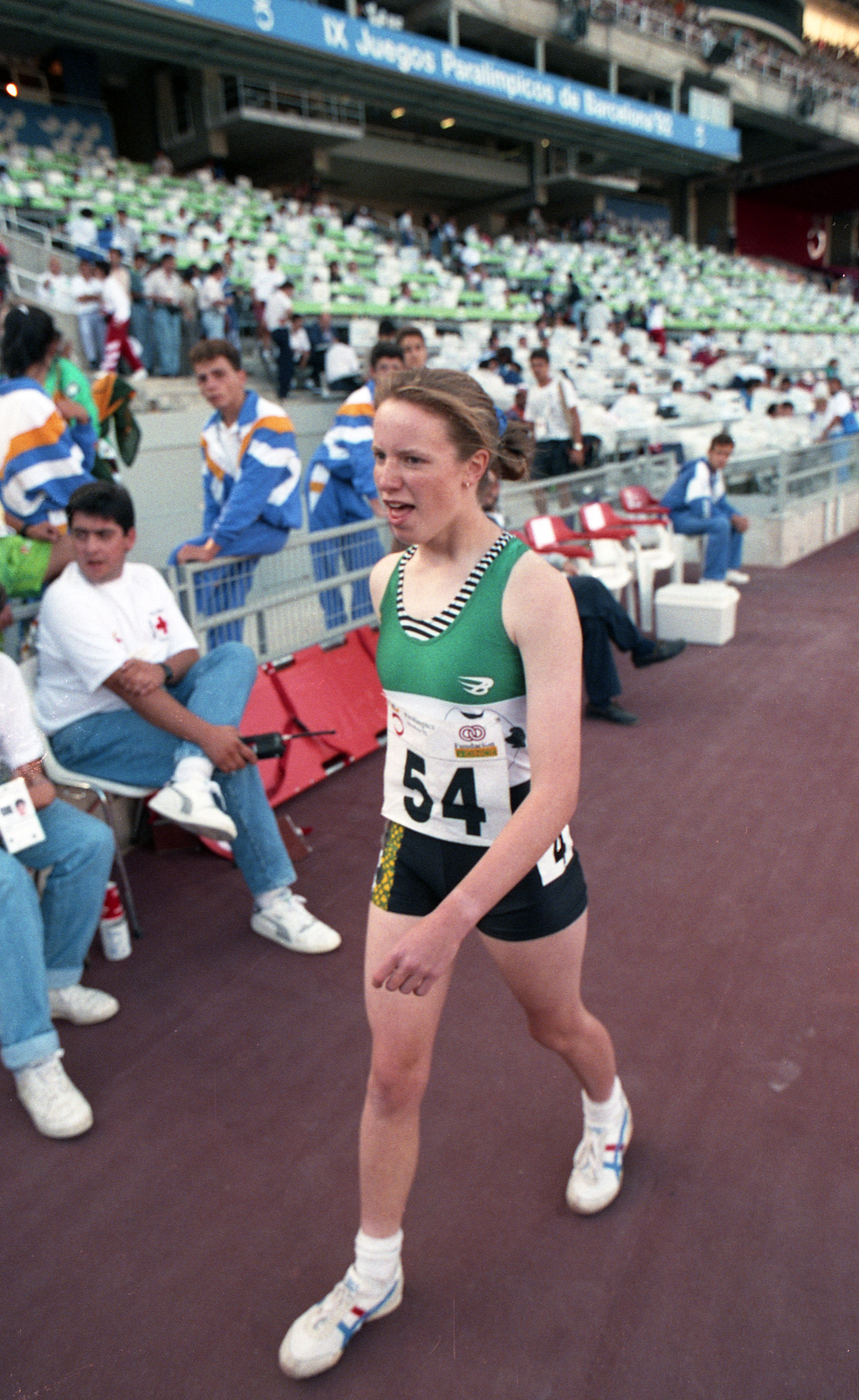
Quinn en los juegos paralímpicos de Barcelona

### Juegos Paraolímpicos
Ganó dos medallas de oro en los Juegos de Barcelona de 1992 en los 100   m C7–8 y 200  m C7–8 femeninos, por los cuales recibió una Medalla de la Orden de Australia. En los Juegos de Atlanta de 1996, ganó una medalla de bronce en el evento de 100  m T36–37. Ganó una medalla de oro con un tiempo récord mundial en los Juegos de Sídney 2000 en la competencia de 100  m femenino T38 y una medalla de plata en los 200 m T38.

### Campeonatos del mundo de IPC
En el Campeonato Mundial de Atletismo IPC de 1994 en Berlín, ganó medallas de oro en los 100 m T37 y 200 m T37 y saltó largo F37. También ocupó el cuarto lugar en jabalina F37 femenina. En el Campeonato Mundial de Atletismo IPC de 1998 en Birmingham, ganó la medalla de oro en los 100 m T38 femenino y la medalla de plata en el T38 de 200 m.
En 2000, recibió una Medalla Deportiva Australiana en reconocimiento a su actuación en los Juegos Paralímpicos y sus dos récords mundiales. Fue entrenada por Jackie Byrnes, que era un atleta a nivel nacional en la década de 1960.